# Finale du Grand Prix IAAF 2002
Navigation
Édition précédente Édition suivante
La 18e Finale du Grand Prix de l'IAAF a eu lieu le 14 septembre 2002 au Stade Charléty de Paris. Il s'agit de la dernière édition de cette épreuve qui est remplacée à partir de 2003 par la Finale mondiale de l'athlétisme.

## Classement général

### Hommes
1. Hicham El Guerrouj : 116 points
2. Félix Sánchez : 116 points
3. Christian Olsson : 102 points

### Femmes
1. Marion Jones : 116 points
2. Gail Devers : 111 points
3. Ana Guevara : 108 points

## Résultats

### Hommes
| Épreuves | Or                                              | Argent                                           | Bronze                                 |
| --- | ----------------------------------------------- | ------------------------------------------------ | -------------------------------------- |
| 100 m | Jon Drummond États-Unis 9 s 97 SB               | Kim Collins Saint-Christophe-et-Niévès 9 s 98 NR | Francis Obikwelu Portugal 10 s 03      |
| 400 m | Michael Blackwood Jamaïque 44 s 72              | Greg Haughton Jamaïque 44 s 87                   | Leonard Byrd États-Unis 44 s 92        |
| 1500 m | Hicham El Guerrouj Maroc 3 min 29 s 27          | Bernard Lagat Kenya 3 min 30 s 54                | Cornelius Chirchir Kenya 3 min 31 s 51 |
| 3000 m | Abraham Chebii Kenya 8 min 33 s 42              | Paul Bitok Kenya 8 min 34 s 00                   | Mark Bett Kenya 8 min 34 s 20          |
| 400 m haies | Félix Sánchez République dominicaine 47 s 62 CR | Stéphane Diagana France 47 s 82                  | James Carter États-Unis 48 s 12        |
| Saut en hauteur | Stefan Holm Suède 2,31 m                        | Yaroslav Rybakov Russie 2,28 m                   | Abderrahmane Hammad Algérie 2,28 m     |
| Saut à la perche | Jeff Hartwig États-Unis 5,75 m                  | Aleksandr Averbukh Israël 5,75 m                 | Tim Lobinger Allemagne 5,65 m          |
| Triple saut | Christian Olsson Suède 17,48 m                  | Jonathan Edwards Royaume-Uni 17,41 m             | Alexander Martinez Cuba 17,09 m        |
| Poids | Adam Nelson États-Unis 21,34 m                  | Yuriy Bilonoh Ukraine 20,74 m                    | Milan Haborák Slovaquie 20,40 m        |
| Marteau | Koji Murofushi Japon 81,14 m                    | Adrián Annus Hongrie 80,03 m                     | Balázs Kiss Hongrie 79,74 m            |
| Records et Performances - AR : Record continental (area record) - CR : Record des championnats (championship record) - MR : Record du meeting (meet record) - NR : Record national (national record) - OR : Record olympique (olympic record) - PR : Record paralympique (paralympic record) - PB : Record personnel (personal best) - SB : Meilleure performance personnelle de la saison (season's best) - WL : Meilleure performance mondiale de l'année (world leader) - WJR : Record du monde junior (world junior record) - WR : Record du monde (world record) Circonstances et Conditions - DNF : N'a pas terminé (did not finish) - DNS : N'a pas pris le départ (did not start) - DQ : Disqualification (disqualification) - NM : Aucun essai valable enregistré (No Mark) - Q : Qualifié « directement » au prochain tour (ou à la prochaine compétition), lors d'une compétition majeure, grâce au classement ou à la réalisation des minima (automatic qualifier) - q : Qualifié au prochain tour (ou à la prochaine compétition), lors d'une compétition majeure, grâce au repêchage ou à la réalisation de l'une des meilleures performances parmi celles des « non qualifiés directement » (grâce au meilleur temps ou à la meilleure distance par exemple) (secondary qualifier) |                                                 |                                                  |                                        |

### Femmes
| Épreuves | Or                                      | Argent                                      | Bronze                                       |
| --- | --------------------------------------- | ------------------------------------------- | -------------------------------------------- |
| 100 m | Debbie Ferguson Bahamas 10 s 97         | Tayna Lawrence Jamaïque 10 s 99             | Chryste Gaines États-Unis 11 s 09            |
| 400 m | Ana Guevara Mexique 49 s 90             | Lorraine Fenton Jamaïque 50 s 47            | Jearl Miles-Clark États-Unis 51 s 48         |
| 1500 m | Yelena Zadorozhnaya Russie 4 min 0 s 63 | Suzy Favor-Hamilton États-Unis 4 min 1 s 08 | Geraldine Hendricken Irlande 4 min 2 s 08 PB |
| 3000 m | Gabriela Szabo Roumanie 8 min 56 s 29   | Tatyana Tomashova Russie 8 min 56 s 34      | Berhane Adere Éthiopie 8 min 56 s 60         |
| 100 m haies | Gail Devers États-Unis 12 s 51 CR       | Bridgette Foster Jamaïque 12 s 62           | Anjanette Kirkland États-Unis 12 s 62 SB     |
| Saut en longueur | Maurren Maggi Brésil 7,02 m SB          | Tatyana Kotova Russie 6,86 m                | Tünde Vaszi Hongrie 6,70 m                   |
| Disque | Natalya Sadova Russie 65,79 m           | Věra Pospíšilová Tchéquie 64,10 m PB        | Ellina Zvereva Biélorussie 63,28 m           |
| Javelot | Osleidys Menéndez Cuba 65,69 m          | Mikaela Ingberg Finlande 62,34 m            | Tatyana Shikolenko Russie 62,25 m            |
| Records et Performances - AR : Record continental (area record) - CR : Record des championnats (championship record) - MR : Record du meeting (meet record) - NR : Record national (national record) - OR : Record olympique (olympic record) - PR : Record paralympique (paralympic record) - PB : Record personnel (personal best) - SB : Meilleure performance personnelle de la saison (season's best) - WL : Meilleure performance mondiale de l'année (world leader) - WJR : Record du monde junior (world junior record) - WR : Record du monde (world record) Circonstances et Conditions - DNF : N'a pas terminé (did not finish) - DNS : N'a pas pris le départ (did not start) - DQ : Disqualification (disqualification) - NM : Aucun essai valable enregistré (No Mark) - Q : Qualifié « directement » au prochain tour (ou à la prochaine compétition), lors d'une compétition majeure, grâce au classement ou à la réalisation des minima (automatic qualifier) - q : Qualifié au prochain tour (ou à la prochaine compétition), lors d'une compétition majeure, grâce au repêchage ou à la réalisation de l'une des meilleures performances parmi celles des « non qualifiés directement » (grâce au meilleur temps ou à la meilleure distance par exemple) (secondary qualifier) |                                         |                                             |                                              |